# Kristina Koznick
Kristina Lyn Koznick, ameriška alpska smučarka, * 24. november 1975, Apple Valley, Minnesota, ZDA.
Kristina Koznick je v svoji karieri nastopila na zimskih olimpijskih igrah v letih 1998 v Naganu, 2002 v Salt Lake Cityju in 2006 v Torino. V vseh treh slalomskih nastopih je odstopila, v edinem veleslalomskem leta 2002 pa je zasedla sedemnajsto mesto. V svetovnem pokalu je bila njena najboljša sezona 2001/02, ko je osvojila osmo mesto v skupnem seštevku in drugo mesto v slalomskem seštevku. V slalomu je dosegla šest posamičnih zmag ter še deset drugih in štiri tretja mesta.

## Zmage v svetovnem pokalu
| Sezona  | Datum             | Prizorišče    | Disciplina |
| ------- | ----------------- | ------------- | ---------- |
| 1997/98 | 29. januar 1998   | Åre           | Slalom     |
| 1998/99 | 28. december 1998 | Semmering     | Slalom     |
| 1999/00 | 10. marec 2000    | Sestriere     | Slalom     |
| 1999/00 | 19. marec 2000    | Bormio        | Slalom     |
| 2001/02 | 20. januar 2002   | Berchtesgaden | Slalom     |
| 2002/03 | 15. marec 2003    | Lillehammer   | Slalom     |